# Xarchiver
Xarchiver — легковесный файловый архиватор с графическим интерфейсом с открытым исходным кодом для UNIX-подобных операционных систем. Является архиватором по умолчанию для свободных сред рабочего стола, таких как: Xfce и LXDE, а также менеджера файлов X File Explorer. Подобное легковесное окружение рабочего стола, включающее Xarchiver, востребовано, в частности, при использовании Raspberry Pi.
Для построения интерфейса используется библиотека GTK+2.
Работает со следующими архивами: 7z, ARJ, bzip2, gzip, LHA, LZMA, Lzop, RAR, RPM, deb, tar, и ZIP.